# 广汽菲亚特克莱斯勒
广汽菲亚特克莱斯勒汽车有限公司（简称广汽菲克）是广汽集团和斯泰蘭蒂斯的合资企业，前身为2009年7月成立、由广汽集团和菲亚特集团组建的广汽菲亚特汽车有限公司。公司于2022年申请破产，在破产前生产菲亞特、JEEP品牌乘用車。
公司于2015年更名为广汽菲亚特克莱斯勒汽车有限公司。菲亚特集团的广汽菲亚特25%股权转让给克莱斯勒亚太投资有限公司。
2022年1月27日，斯泰蘭蒂斯宣布计划将广汽菲亚特克莱斯勒汽车有限公司中的持股比例由50%提升至75%，但随后遭广汽方面否认。同年7月18日，广汽集团宣布因2月以来广汽菲克一直无法恢复正常生产经营，且受广汽菲克近几年持续亏损的影响，广汽集团正与斯泰蘭蒂斯协商终止本公司。
2022年10月31日，广汽菲克申请破产；2025年6月，长沙市中级人民法院裁定宣告公司破产。

## 型号

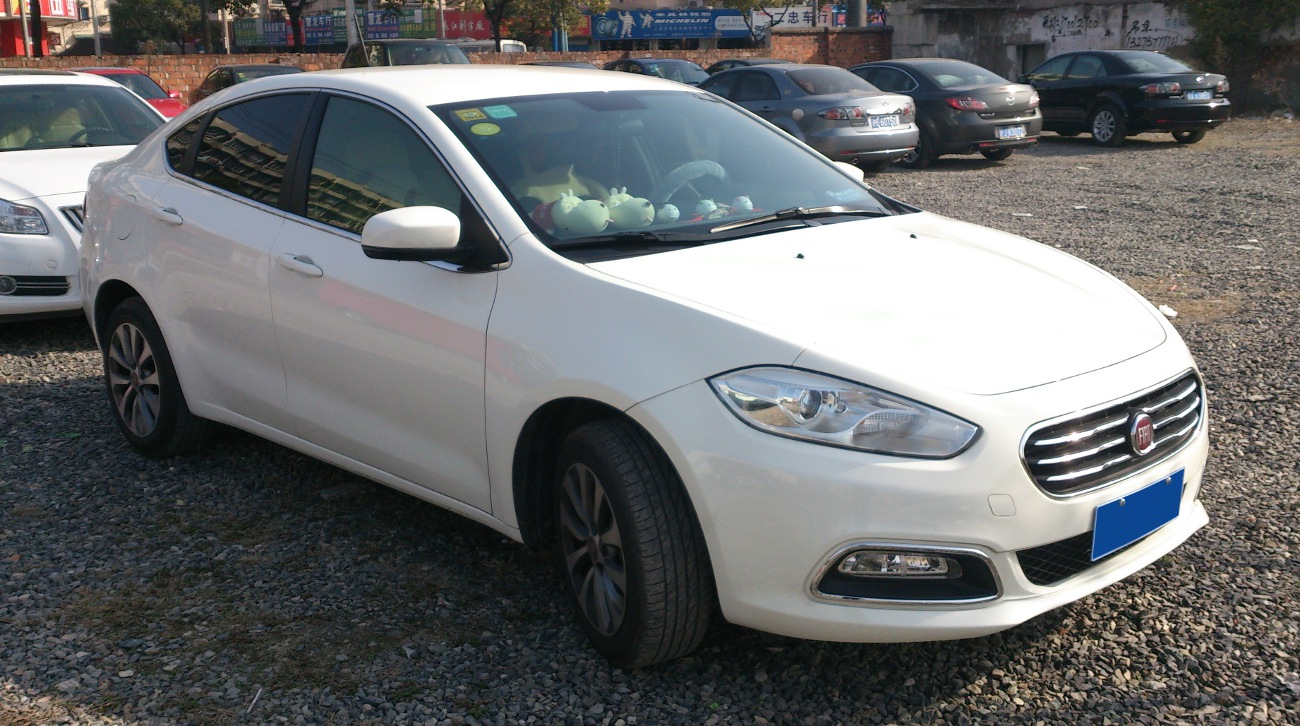
菲亞特 菲翔
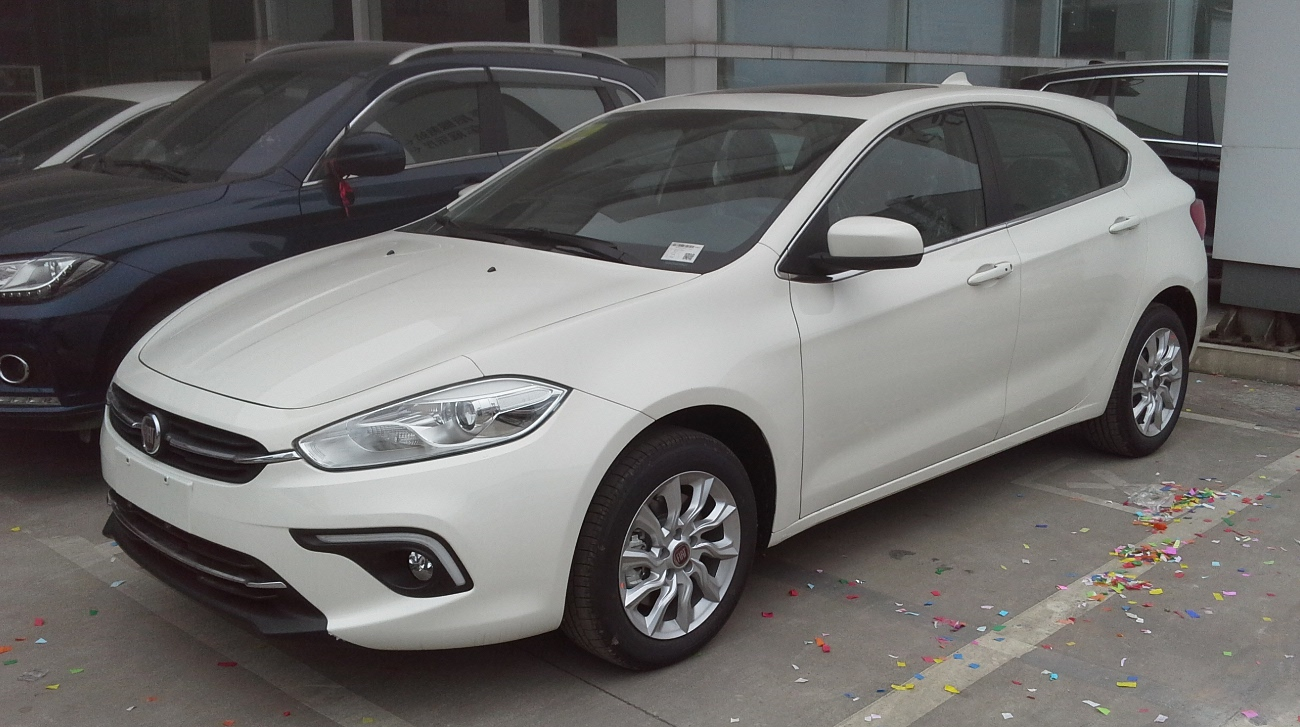
菲亞特 致悅
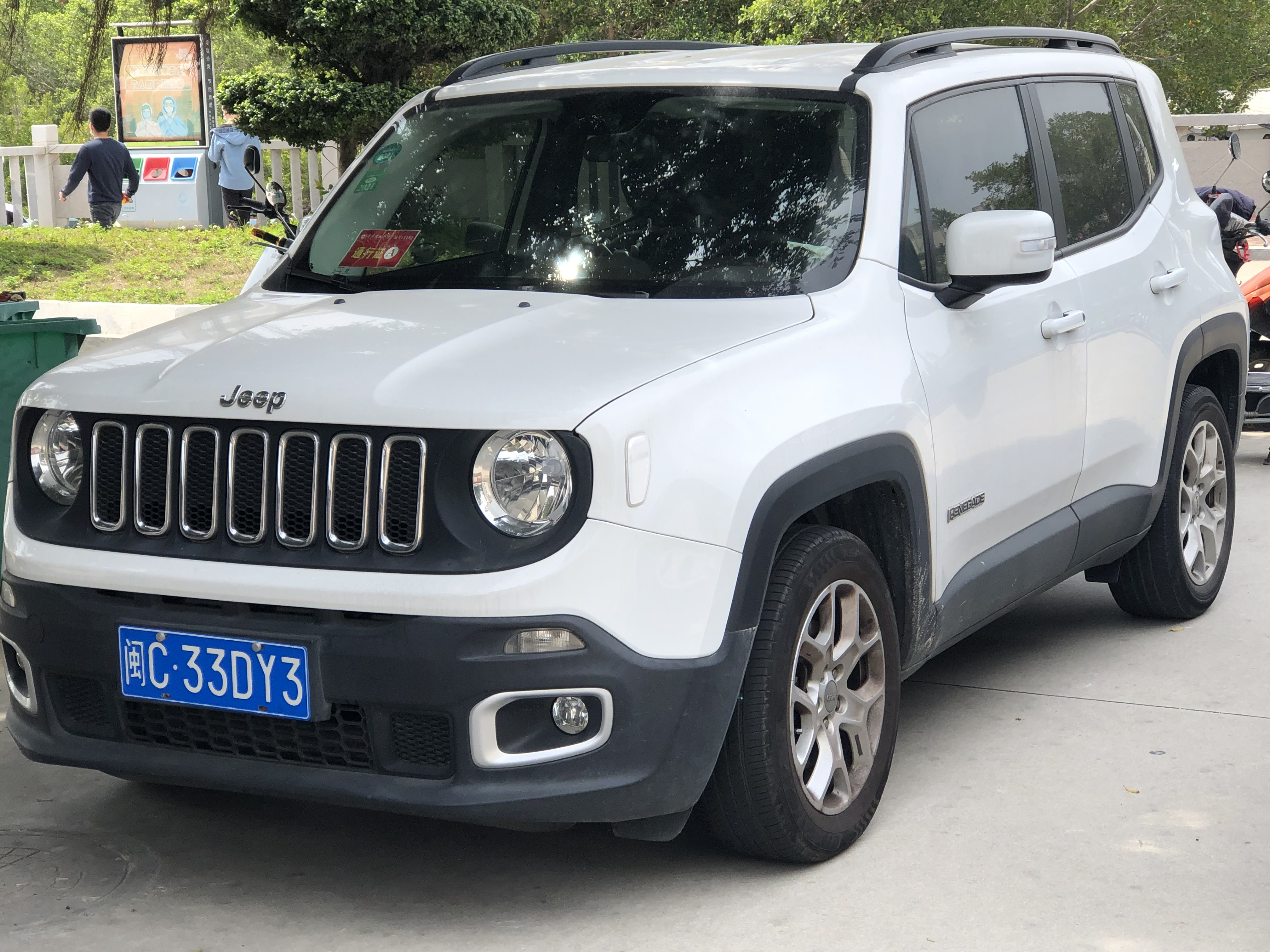
JEEP 自由俠
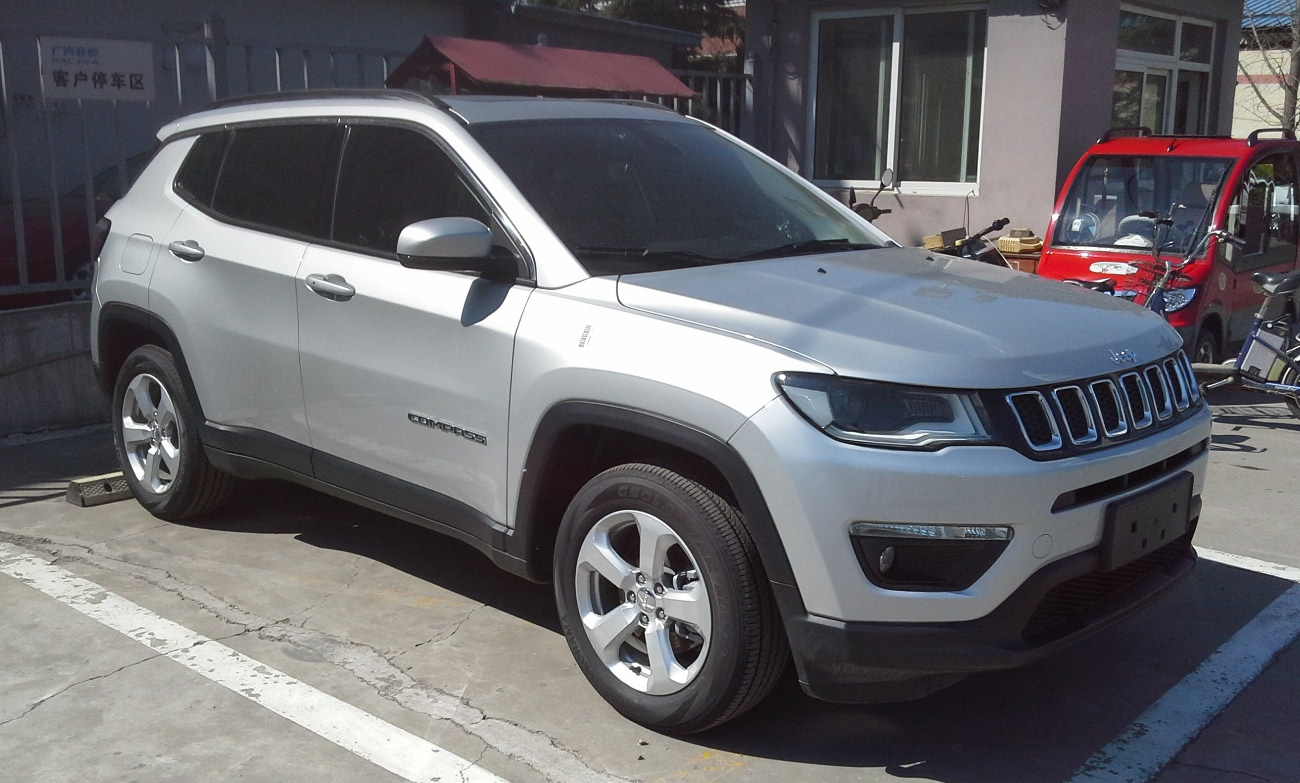
JEEP 指南者
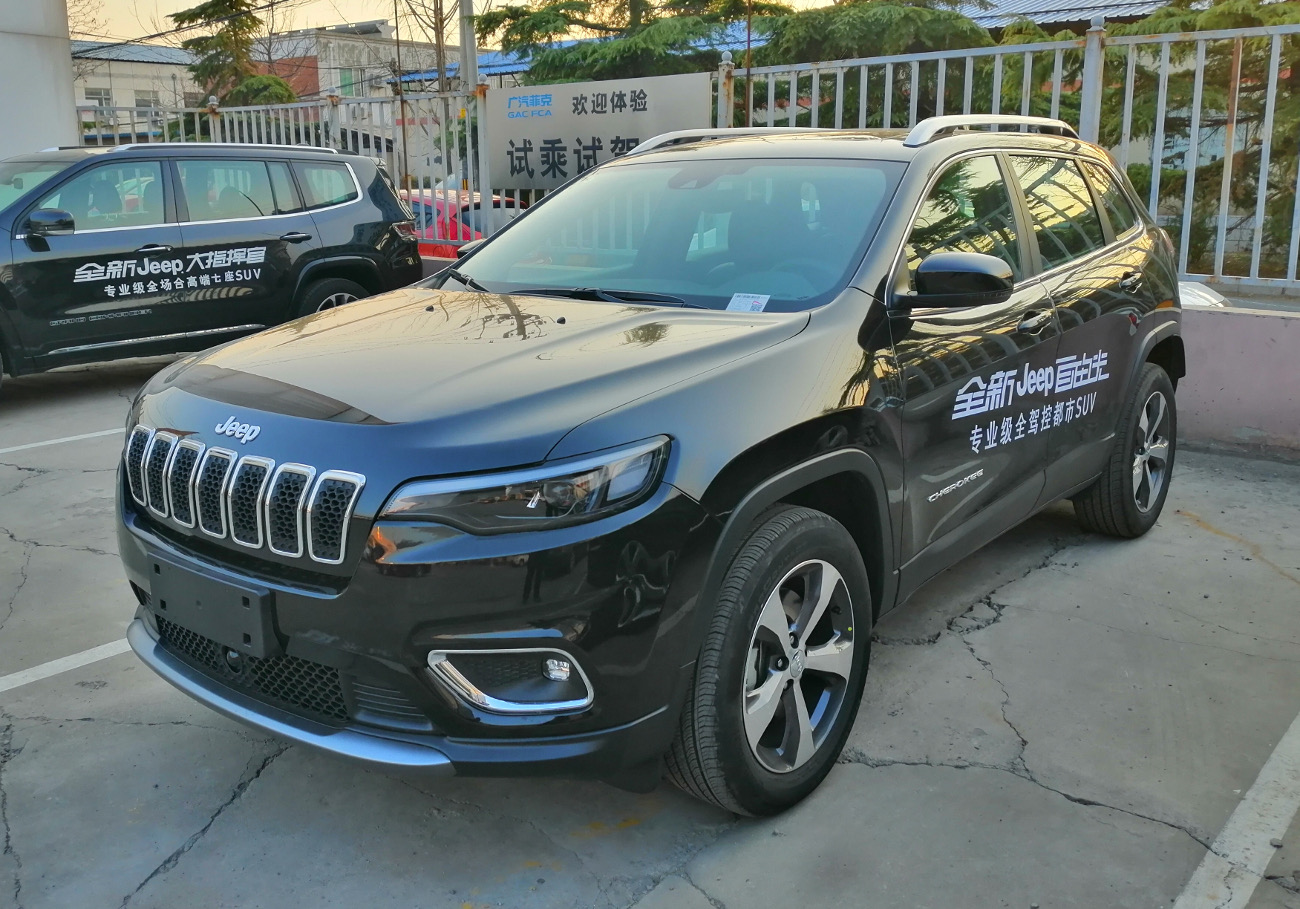
JEEP 自由光
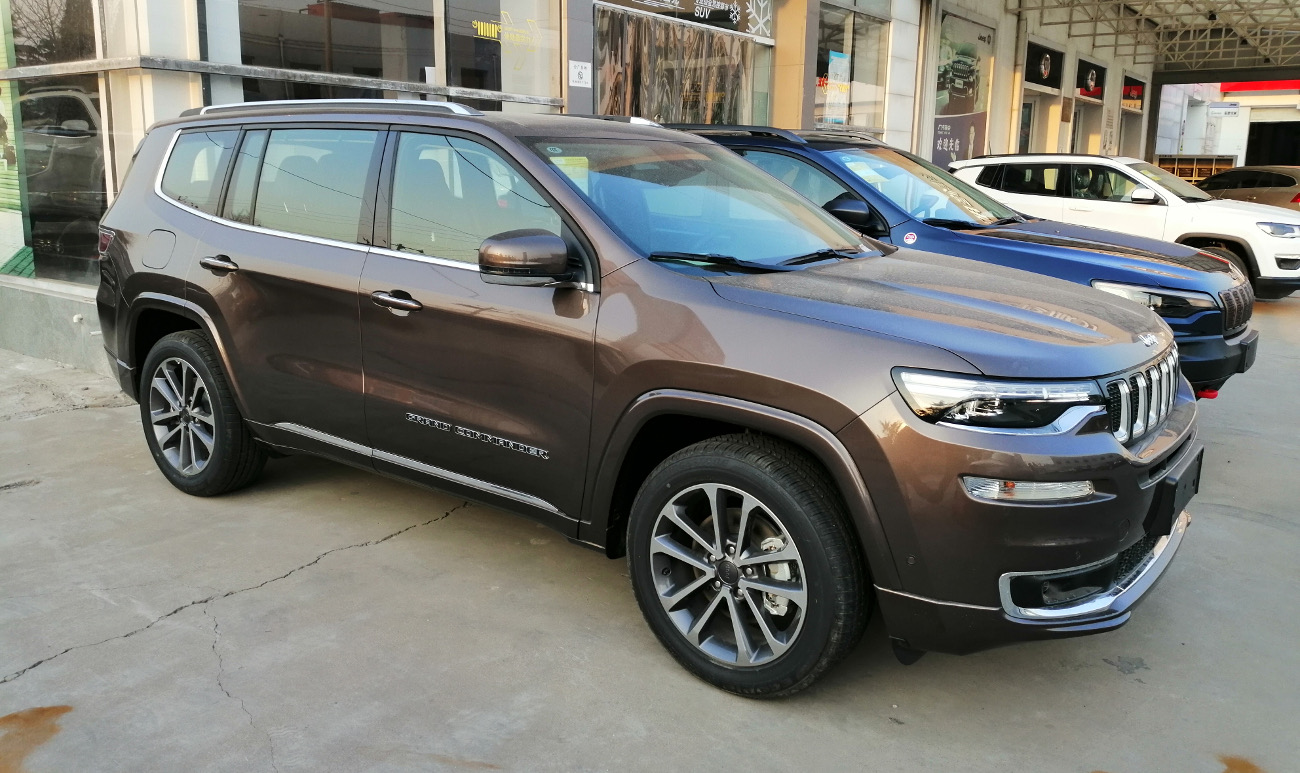
JEEP 大指揮官